# Roc Blanc (Alp)
El Roc Blanc és una muntanya de 1.760 metres que es troba al municipi d'Alp, a la comarca de la Baixa Cerdanya.
Al cim podem trobar-hi un vèrtex geodèsic (referència 28081015).